# Thalictrum guatemalense
Thalictrum guatemalense là một loài thực vật có hoa trong họ Mao lương. Loài này được C. DC. & Rose miêu tả khoa học đầu tiên năm 1899.